# Икономика на Китай
Икономиката на Народна република Китай е най-голямата икономика в света. Тя измества от 1-вото място тази на САЩ през 2015 г.
Съвременната китайска икономика е плод на политика на реформи и откритост. Икономиката на Китай е водеща в БРИКС, а централата на банката на съюза се намира в Шанхай.
Китайската икономика е с най-голям принос за глобалния икономически растеж, като от 2009 до 2014 година годишният растеж на БВП на Китай е 8,7%, а този на световната икономика е 2%. Делът на китайската икономика за глобалния икономически растеж надминава 30%, а този на САЩ е 18% през 2015 г. 
Китайската икономика се характеризира със стабилност и растеж. Страната притежава най-голямата производствена база в света, но има и най-голям брой потребители, чиито изисквания за внос са големи. Същевременно китайската икономика е зависима от вноса на зърнени храни, медни руди и суров петрол. 
Китайската външна търговия е дебалансирана, след като през 2014 г. дела на вноса от Азия, Африка и Латинска Америка е над 60% от общия за Китай, а общия китайски износ за тези световни региони не надхвърля и 20%. 
Вътрешният дисбаланс също е значителен, след като през 2014 г. БВП на глава от населението на Китай достига 7591 щатски долара, а този в Пекин, Шанхай и Тиендзин надминава 10 000 щатски долара, макар политиката да е насочена към уравнение. 
През 21 век китайците пътуват масово по света. Също така от 2015 г. запачват да нарастват преките китайски инвестиции в чужбина и страната се превръща и в пръв световен стратегически инвеститор в страните от т.нар. трети свят. 
Китайската икономика не е милитаристична, но е налице и такава перспектива. През 2013 г. ККП взема държавно решение да развива стратегически настъпателен флот от самолетоносачи и изтребители пето поколение , в изпълнение на заключителния етап на концепцията си начертана още от Дън Сяопин. Същевременно заместващата МКС в перспектива ще бъде само китайска.

## Регионални икономики
Транспортната система - в комбинация с важни различия в достъпа до природни и човешки и в промишлената инфраструктура - предизвиква значителни разлики в регионалните икономики на Китай.
Икономическото развитие е основно по бреговата линия и са налични големи разлики между приходите на глава от населението между регионите. Трите най-богати региона са Делтата на Яндзъ и източен Китай; Делтата на Джудзян в южен Китай; и Дижнгджинджи в северен Китай. Развитието на тези региони се очаква да има най-голямо въздействие върху азиатските регионални икономики като цяло и китайската държавна политика работи за отстраняването на препядствията през ускоряването на разтежа в тези богати региона.

## БВП по административно деление
Икономическите реформи въведени през 1978 г. спомагат за издигането на Китай до една от основните икономически сили в света.
| ППС: абревиация на по покупателна способност; Номинално: Китайски юан 6.7518 за САЩ долар; ППС: Китайски юан 3.5063 за долар (базирано на МВФ СВП април 2018) | ППС: абревиация на по покупателна способност; Номинално: Китайски юан 6.7518 за САЩ долар; ППС: Китайски юан 3.5063 за долар (базирано на МВФ СВП април 2018) | ППС: абревиация на по покупателна способност; Номинално: Китайски юан 6.7518 за САЩ долар; ППС: Китайски юан 3.5063 за долар (базирано на МВФ СВП април 2018) | ППС: абревиация на по покупателна способност; Номинално: Китайски юан 6.7518 за САЩ долар; ППС: Китайски юан 3.5063 за долар (базирано на МВФ СВП април 2018) | ППС: абревиация на по покупателна способност; Номинално: Китайски юан 6.7518 за САЩ долар; ППС: Китайски юан 3.5063 за долар (базирано на МВФ СВП април 2018) | ППС: абревиация на по покупателна способност; Номинално: Китайски юан 6.7518 за САЩ долар; ППС: Китайски юан 3.5063 за долар (базирано на МВФ СВП април 2018) | ППС: абревиация на по покупателна способност; Номинално: Китайски юан 6.7518 за САЩ долар; ППС: Китайски юан 3.5063 за долар (базирано на МВФ СВП април 2018) | ППС: абревиация на по покупателна способност; Номинално: Китайски юан 6.7518 за САЩ долар; ППС: Китайски юан 3.5063 за долар (базирано на МВФ СВП април 2018) | ППС: абревиация на по покупателна способност; Номинално: Китайски юан 6.7518 за САЩ долар; ППС: Китайски юан 3.5063 за долар (базирано на МВФ СВП април 2018) | ППС: абревиация на по покупателна способност; Номинално: Китайски юан 6.7518 за САЩ долар; ППС: Китайски юан 3.5063 за долар (базирано на МВФ СВП април 2018) | ППС: абревиация на по покупателна способност; Номинално: Китайски юан 6.7518 за САЩ долар; ППС: Китайски юан 3.5063 за долар (базирано на МВФ СВП април 2018) | ППС: абревиация на по покупателна способност; Номинално: Китайски юан 6.7518 за САЩ долар; ППС: Китайски юан 3.5063 за долар (базирано на МВФ СВП април 2018) | ППС: абревиация на по покупателна способност; Номинално: Китайски юан 6.7518 за САЩ долар; ППС: Китайски юан 3.5063 за долар (базирано на МВФ СВП април 2018) |
| провинции | БВП (в милиарди) | БВП (в милиарди) | БВП (в милиарди) | БВП (в милиарди) | БВП (в милиарди) | БВП (в милиарди) | БВП на глава | БВП на глава | БВП на глава | БВП на глава | БВП на глава | Полугодие население (даедни*1000) |
| провинции | Ранк | CN¥ | Номинално (US$) | ППС (intl$.) | истински ръст (%) | Дял (%) | Ранк | CN¥ | Номинално (САЩ$) | ППС ($) | Дял (%) | Полугодие население (даедни*1000) |
| --- | --- | --- | --- | --- | --- | --- | --- | --- | --- | --- | --- | --- |
| Китай | | 82,712.20 | 12,250.39 | 23,589.60 | 6.9 | 100 | | 59,660 | 8,836 | 17,015 | 100 | 1 386 395 |
| Гуандун | 1 | 8,987.92 | 1,331.19 | 2,563.36 | 7.5 | 10.87 | 8 | 81,089 | 12,010 | 23,127 | 136 | 109,240 |
| Дзянсу | 2 | 8,590.09 | 1,272.27 | 2,449.90 | 7.2 | 10.39 | 4 | 107,189 | 17,176 | 32,570 | 180 | 79,875 |
| Шандун | 3 | 7,267.82 | 1,076.43 | 2,072.79 | 7.4 | 8.79 | 9 | 72,851 | 10,790 | 20,777 | 122 | 99,470 |
| Джъдзян | 4 | 5,176.83 | 766.73 | 1,476.44 | 7.8 | 6.26 | 5 | 92,057 | 13,634 | 26,255 | 154 | 55,645 |
| Хънан | 5 | 4,498.82 | 666.31 | 1,283.07 | 7.8 | 5.44 | 19 | 47,129 | 6,980 | 13,441 | 79 | 95,062 |
| Съчуан | 6 | 3,698.02 | 547.71 | 1,054.68 | 8.1 | 4.47 | 22 | 44,651 | 6,613 | 12,735 | 75 | 82,330 |
| Хубей | 7 | 3,652.30 | 540.94 | 1,041.64 | 7.8 | 4.42 | 11 | 61,971 | 9,179 | 17,674 | 104 | 58,685 |
| Хъбей | 8 | 3,596.40 | 532.66 | 1,025.70 | 6.7 | 4.35 | 18 | 47,985 | 7,107 | 13,685 | 80 | 74,475 |
| Хунан | 9 | 3,459.06 | 512.32 | 986.53 | 8.0 | 4.18 | 16 | 50,563 | 7,489 | 14,421 | 85 | 68,025 |
| Фудзиен | 10 | 3,229.83 | 478.37 | 921.15 | 8.1 | 3.90 | 6 | 82,976 | 12,289 | 23,665 | 139 | 38,565 |

## Хонконг и Макао
В съответствие с политиката една държава, две системи, икономиките на бившите британски и португалски колонии Хонконг и Макао са свободни да водят и да участват в икономически преговори с други държави, както и да участват като пълноправни членове в различни международни организации като световната митническа организация, световната търговска организация и форума за азиатско-тихоокеанско икономическо сътрудничество.